# رومولوس أوغستولوس
رومولوس أوغسطس (حوالي عام 465 - بعد عام 511)، الملقب بأوغستولوس، كان إمبراطورًا رومانيًا للإمبراطورية الرومانية الغربية منذ 31 أكتوبر 475 حتى 4 سبتمبر 476. وصل رومولوس إلى العرش الإمبراطوري من خلال والده، قائد الجنود أوريستيس. كان قاصرًا في ذلك الوقت، وكان أكثر من مجرد زعيم اسمي لدى والده. هزم الجنرال البربري أودواكر أوريستيس وقتله وخلع رومولوس بعد عشرة أشهر فقط من استلام الأخير للحكم. لم يعلن أودواكر عن أي خليفة، فاعتُبِر رومولوس بهذه الحالة آخر إمبراطور روماني غربي، فمثل خلعه نهاية الإمبراطورية الرومانية الغربية ككيان سياسي. يستخدم المؤرخون أيضًا خلع رومولوس أوغستولوس في بعض الأحيان للإشارة إلى الانتقال من العصور القديمة إلى العصور الوسطى.
نجا عدد قليل جدًا من السجلات من عهد رومولوس، ولا توجد سياسات أو قوانين أو نقوش معروفة ذات أهمية للإمبراطور، مما يترك الانطباع بأنه شخصية غامضة وغير مهمة نسبيًا. إن الاسم المستعار «أوغستولوس» يعني «أغسطس الصغير»، وكان اسمًا مستعارًا ساخرًا يشير إلى صغر سنه. كانت عائلة رومولوس المباشرة، بما في ذلك والده وربما والدته وأجداده من الأب والأم، من مقاطعة بانونيا الرومانية، وكان العديد من أفراد عائلته لديهم خلفيات عسكرية.
وصل رومولوس إلى السلطة من خلال اغتصاب سلطة سلفه، يوليوس نيبوس (الذي حكم منذ 474 حتى 475 في إيطاليا) في عام 475. فر نيبوس إلى دالماتيا، واستمر في المطالبة باللقب الإمبراطوري في المنفى، مما أعاق شرعية رومولوس وضمن عدم الاعتراف به أبدًا من قبل الإمبراطور الروماني الشرقي زينون. طالب البربري فيوديراتي (القوات الحليفة) في إيطاليا في عام 476 باستقرار الأراضي الإيطالية، ولكن أوريستيس رفض هذا الأمر. هزم فيوديراتي وقتل أوريستيس وخلع رومولوس تحت قيادة زعيمهم أودواكر، وأصبح بعد ذلك أودواكر أول ملك لإيطاليا وقبل بالإمبراطور زينون رئيسًا اسميًا له.
يعود الفضل بنجاة رومولوس لأودواكر، وسمح له بالتقاعد بالانتقال إلى قلعة لوكولان، وهي قلعة كبيرة في كامبانيا تقع في نابولي. لم يكن هناك سوى معلومات قليلة مؤكدة عن حياة رومولوس في المنفى، فربما لعب دورًا في تأسيس دير في قلعة لوكولان في ثمانينيات وتسعينيات القرن الرابع، مكرسًا للقديس سفرينوس من نوريكوم. هناك احتمال بأن رومولوس كان على قيد الحياة حتى عام 507 أو 511 عندما كتب ثيودوريك العظيم، خليفة أودواكر، رسالة إلى «رومولوس» بخصوص المعاش التقاعدي، ومن المحتمل أن يكون رومولوس قد مات قبل منتصف ثلاثينيات القرن الخامس، ويرجع ذلك لعدم ذكر روايات الغزو الروماني الشرقي لإيطاليا له في ذلك الوقت.

## خلفية

### الخلفية الجيوسياسية
أصبحت فكرة نمو الإمبراطورية الرومانية بشكل كبير بحيث يمكن إدارتها بشكل أفضل من قبل اثنين من الأباطرة المشاركين في الحكم، بدلًا من واحد، فكرة راسخة بحلول زمن الإمبراطور ديوكلتيانوس (الذي حكم بين عامي 284 و305). قُسِّمت الإمبراطورية بشكل حازم ودائم إلى دائرة غربية وشرقية للإدارة الإمبراطورية، بعد إجراء العديد من الانقسامات خلال القرن الرابع، منذ وفاة الإمبراطور ثيودوسيوس الأول (الذي حكم منذ 379 حتى 395) في عام 395 وما بعده. لم يعتبر الرومان الإمبراطورية مقسمة رسميًا، وما يزالون ينظرون إليها كوحدة واحدة، على الرغم من وجود حاكمين غالبًا بدلًا من واحد، وعلى الرغم من استخدام المؤرخين المعاصرين عادةً مصطلحات الإمبراطورية الرومانية الغربية والإمبراطورية الرومانية الشرقية لوصف الوضع السياسي الجديد. شهدت الإمبراطورية الغربية فترة من التدهور الكارثي على مدار القرن الخامس. لم يكن العديد من الحكام في الغرب يفتقرون إلى الكفاءة بشكل عام فقط، بل واجهوا أيضًا العديد من المشاكل الهائلة. كانت معظم المقاطعات الغربية أكثر ريفية، بالمقارنة مع المقاطعات الشرقية، مع عدد أقل من الناس واقتصاد أقل استقرارًا. أُضيف عدد متزايد فقط من الغزوات الجرمانية البربرية والمستوطنات في جميع أنحاء الغرب إلى هذه المشاكل.
نهب القوط الغربيون بقيادة ألاريك الأول روما في عام 410، وخُلِع وقُتِل آخر إمبراطور غربي لسلالة ثيودوسيوس، فالنتينيان الثالث (الذي حكم منذ 425 حتى 455) في عام 455. نُهِبت روما مرة أخرى للمرة الثانية في أقل من خمسين عامًا وفي نفس العام، ولكن هذه المرة من قبل الوندال. أصبح الجيش الروماني يعتمد بشكل متزايد على المرتزقة البرابرة، وأصبح أقوى الجنرالات البرابرة بعد مقتل فالنتينيان، مثل ريسيمر (418-472)، مهيمنين سياسيًا، إذ حكموا من خلال إعلان الأباطرة الدمى. حكم ثمانية أباطرة مختلفين الغرب في السنوات العشرين بين وفاة فالنتينيان وانضمام رومولوس أوغسطس. كانت الإمبراطورية الغربية في حالة حرجة بحلول عام 475. كانت السلطة تمارَس خارج إيطاليا في رائيتيا فقط وبعض مناطق بلاد الغال.
كان يوليوس نيبوس الإمبراطور الحاكم في عام 475، والذي كان في السلطة لمدة أقل من عام. عُيِّن نيبوس إمبراطورًا غربيًا في عام 474 من قبل الأباطرة الشرقيين ليو الأول (الذي حكم بين عامي 457 و474) وزينون (الذي حكم بين عامي 474 و491)، ولكن لم يكن لديهم دعم حقيقي في الغرب. وصف نيبوس أوريستيس في عام 475 بأنه من بطارقة الروم وقائدًا للجنود (القائد العام للقوات المسلحة)، ليحل محل إكديسيوس. كان أوريستيس شخصية رومانية مميزة، فخدم ذات مرة كمراسل (أمين سر) للملك الهوني أتيلا. كلف نيبوس القائد العسكري أوريستيس لقيادة جيش ضد القوط الغربيين والبرغنديين والفيوديراتي (حلفاء الإمبراطورية البربرية) الذين تمردوا في جنوب بلاد الغال. كان الجيش الذي أعطاه نيبوس لأوريستيس متعدد الأعراق، وضم العديد من جنود فوديراتي. استمع أوريستيس إلى شكاوى قواته من بين أمور أخرى، وذلك بعد أن علم بأن نيبوس رفض طلبات منح الأرض، فخان أوريستيس أوامر الإمبراطور وسار إلى رافينا، عاصمة الإمبراطورية الغربية. دخل أوريستيس رافينا مع جيشه في 28 أغسطس 475، وهرب نيبوس عبر البحر الأدرياتيكي إلى سالونا في دالماتيا.

### النسب والعائلة
هناك القليل من الأدلة الملموسة الباقية فيما يتعلق بأصل رومولوس ما عدا أوريستيس المعروف أنه كان مواطنًا رومانيًا من بانونيا، وبعض المعلومات المتفرقة عن عائلته المباشرة. كان والد أوريستيس ضابطًا رومانيًا بانونيًا عُرِف باسم تاتولوس، وكان لتاتولوس ابنًا آخر على الأقل، بولوس، الذي كان بمثابة كوميس. لم يُعرف اسم والدة رومولوس، ولكن يُعتقد أنه كان بارباريا. يمكن أن يكون اسم بارباريا، الذي لم يشهد له أحد، مشتقًا إما من جينس (عائلة) باربي، الذي شهد وجوده في بانونيا الرومانية، أو يمكن أن يكون ببساطة النسخة الأنثوية من اسم بارباريوس، والذي يشهد عليه عدد قليل من الأفراد الرومان في جنوب بلاد الغال. كان جد رومولوس (والد أمه) كوميسًا، والذي كان اسمه رومولوس أيضًا، وشُهِد أنه كان على قيد الحياة في عام 449 عندما أرسله الجنرال أيتيوس في بعثة إلى أتيلا. تزوجت والدة أوريستيس ورومولوس أوغسطس في وقت ما قبل عام 449. يُعتقد أن والدة رومولوس، وبالتالي ربما عائلتها المباشرة، كانت من بانونيا الرومانية مثل أوريستيس.
هناك احتمال بأن رومولوس أوغسطس كان له أشقاء أكبر منه، وخاصة وأن رومولوس وُلِد بعد عدة سنوات من زواج والديه. كان من المعتاد تسمية الابن الأكبر على اسم جده في روما القديمة؛ فإن عدم تسمية رومولوس باسم تاتولوس يشير إلى أنه لم يكن الولد البكر.